# مستعین دوم هودی
مستعین‌بالله احمد بن یوسف بن هود واپسین حاکم ساراگوسا بود. حکومت او از هنگام مرگش پدرش مؤتمن یکم (1085 میلادی) آغاز گردیده و تا زمانی که حکومتش توسط مرابطون سرنگون شد (1110 میلادی) بر شرق اندلس و ساراگوسا حکم می‌راند. در رجب‌ماه سال 1110 میلادی، علی بن یوسف مرابطی، به ملوک‌الطوایف ساراگوسا حمله کرد و مستعین را کشت و این حکومت از بین رفت.